# Vidup Agrahari
Vidup Agrahari (Manikpur, Allahabad, Uttar Pradesh, 1969) es un cantante de playback indio.

## Biografía
Nació en la ciudad de Pratapgarh Manikpur, distrito de Uttar Pradesh. Vidup Agrahari realizó sus estudios en Prayagraj y Kanpur. Es hijo de Shyama Charan Gupta, un político más importante y miembro del Parlamento (MP), perteneciente al Partido "Samajwadi" y fundador del Grupo "Shyama". Desde que cursó la escuela, ha estado participando en varios concursos de canto y fue ganador de varios premios. Creció escuchando temas musicales de famosos cantantes como Manna Day, Lata Mangeshkar, Mohammad Rafi y Kishore Kumar. Antes de lanzar su primer álbum, tomó un riguroso entrenamiento en música y control de la voz. Aunque Vidup, se ha destacado por ser un baladista.

## Carrera
Vidup lanzó su primer álbum titulado "Kaisi Yeh Deewangee" en 2004. Luego lanzó al mercado su segundo álbum titulado "Jaane Kya Liya Dekh" bajo el sello de "Venus". Su música ha sido compuesta por Ashish Prakash y escrita por Faaiz Anwar. Después de lanzar su próximo álbum titulado "Kaisi Ye Deewaangee", Vidup realizó algunas reproducciones para algunas películas y para extraer algunos temas musicales de su álbum anterior "Jaane Kya Dekh Liya". En este álbum, escritas por el famoso letrista Anwaar Faaiz, es quien le dio el número final de temas musicales que fueron éxitos para la industria del cine Hindi. Además incluyendo a "Mast Mast Do Tere nain" una exitosa película de "Salman Khan", "Dabangg". Todas estas canciones también han sido compuestas por el dúo "Prakash-Ashish".